# جوارب الدوالي

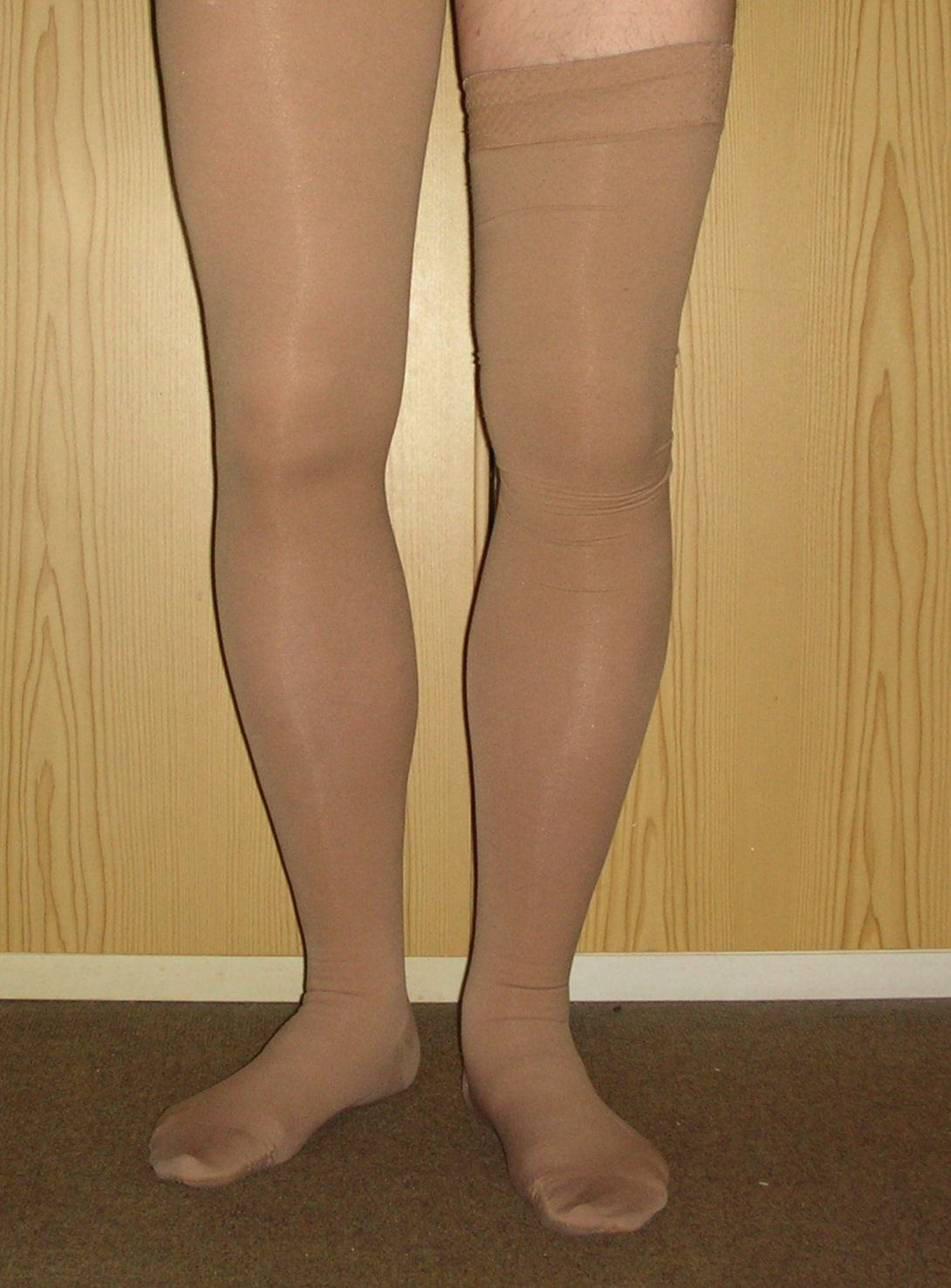
جوارب ضاغطة

جوارب الضغط أو جوارب الدوالي هي جوارب طبية و نوع من أنواع العلاج بالضغط، تستخدم للسيطرة على مجموعة متنوعة من الاضطرابات و قصور الأوعية الدموية و اللمفاوية في الأقدام بما في ذلك دوالي الساقين، تضخم الغدد اللمفاوية، القروح والأكزيما الوريدية، جلطات الدم في الأوردة العميقة والسطحية، تكون الفائدة الأكبر لإستخدام جوارب الدوالي لدى الأشخاص الذين يعانون من مشاكل مختلفة في الأقدام ومن خطر الإصابة بتجلط الدم.
وتعتبر سهلة الاستخدام مقارنة مع الضمادات و غيرها من طرق العلاج فهي أكثر قبولا لدى المرضى.

## تجلط الأوردة العميقة
ينبغي ارتداء الجوارب الضاغطة المطاطية بانتظام «يفضل البدء في ارتدائها في خلال شهر من تاريخ تشخيص الإصابة بتجلط الأوردة العميقة الدانية والاستمرار في ارتدائها لمدة لا تقل عن سنة بعد التشخيص». جدير بالذكر أن البدء في ارتدائها في غضون أسبوع من تشخيص المرض يمكن أن يكون أكثر فاعلية. وقد كانت الجوارب في جميع التجارب تقريبًا أقوى من الجوارب العادية ضد الجلطات وتم تصنيعها إما بضغط 20-30 ملليمتر زئبق أو 30-40 مللي زئبق. مع العلم أن معظم التجارب استخدمت الجوارب التي تصل إلى الركبة. وقد أظهر التحليل الجمعي لعدد من التجارب المراقبة العشوائية الذي أجرته مجموعة كوشران العلمية التعاونية انخفاض معدلات الإصابة بمتلازمة ما بعد الجلطة. وقد كان عدد المرضى اللازم علاجهم مرتفعًا نسبيًا، حيث كان يلزم علاج نحو 4 إلى 5 مرضى للحيلولة دون إصابة حالة واحدة فقط بمتلازمة ما بعد الجلطة.